# نصرت فتح‌علی خان
نصرت فتح‌علی خان، (۲۲ مهر ۱۳۲۷ – ۲۵ مرداد ۱۳۷۶) خواننده و استاد سبک قَوّالی  اصالتاً هزاره اهل پاکستان بود.
نصرت فتح‌علی خان، از دریافت‌کنندگان جایزهٔ پیکاسو است. از ترانه‌های مشهور وی می‌توان به دللگی و دم مست قلندر اشاره کرد.

## زندگی
وی در ۱۳ اکتبر ۱۹۴۸ در شهر فیصل‌آباد در پنجاب پاکستان زاده شد. پدر وی فتح‌علی خان، موسیقی‌دان، نوازنده و خواننده موسیقی قوالی بود. با درگذشت پدرش در سال ۱۹۶۴  نصرت مجبور شد جای او را در گروه پر کند. نصرت توسط عمویش، مبارک علی خان تحت آموزش قرار گرفت.
نصرت فتح‌علی خان، در طول زندگی خود توانست سبک قَوّالی را به موسیقی جهانی معرفی کند. از جمله این فعالیت‌ها اجرا در در جشنواره جهان موسیقی، هنر و رقص سال ۱۹۸۵ به دعوت پیتر گابریل (بنیان‌گذار جشنواره) بود. وی با مایکل بروک در هالیوود هم موسیقی بسیار موفقی ارائه داده بود که پذیرش جهانی داشت.
او صدها قوالی و غزل ارائه داده که خارج از بیان است. صدای او خیلی زود در اعماق روح شنوندگان اثر می‌کرد و هنوز موسیقی او در سراسر جهان پخش می‌شود.
نصرت فاتح‌علی خان در ۱۶ اوت ۱۹۹۷ بر اثر بیماری قلبی در بیمارستانی در لندن درگذشت. وی در هنگام مرگ ۴۸ سال داشت.
در سال ۲۰۲۴ چند نوار کاست از او مربوط به سال ۱۹۹۰ در بایگانی ریل ورلد رکوردز پیدا شدند که توسط پیتر گابریل تهیه شده بودند.

## آثار
از بهترین غزل‌ها و قوالی‌های او می‌توان به غزل‌های زیر اشاره نمود.
- دل لگی
- تم ایک گورکه دهندا هو (تو یک معمایی)
- آفرین آفرین
- دم مست قلندر
- سخی شهباز قلندر
- دلهی کا سهرا (تاج گل داماد)
- مزه آگیا (حال کردم)
- مست نظروں سی الله بچای (خدا از نگاه مستش پناه بده)
- تنهایی
- سانسوں کی مالا په (رو دسته گل نفس هام)
- علی دا ملنگ (سرمستِ علی ام)
- هنجو اکهیاں دی (اشک‌ها در خیمه چشمات)
- من اٹکیا بیپرواه (وجودم بدون هراس)
- رب نوں مناواں کدهی یار نوں مناواں (یا خدامو خوش کنم یا یارمو)
- حق علی علی
- وهی خدا هی (همون خداست)